# 1577 Reiss
1577 Reiss eller 1949 BA är en asteroid i huvudbältet som upptäcktes den 19 januari 1949 av den franske astronomen Louis Boyer vid Algerobservatoriet. Den har fått sitt namn efter den franska astronomen Guy Reiss.
Asteroiden har en diameter på ungefär 5 kilometer och den tillhör asteroidgruppen Flora.